# Bollenteelt

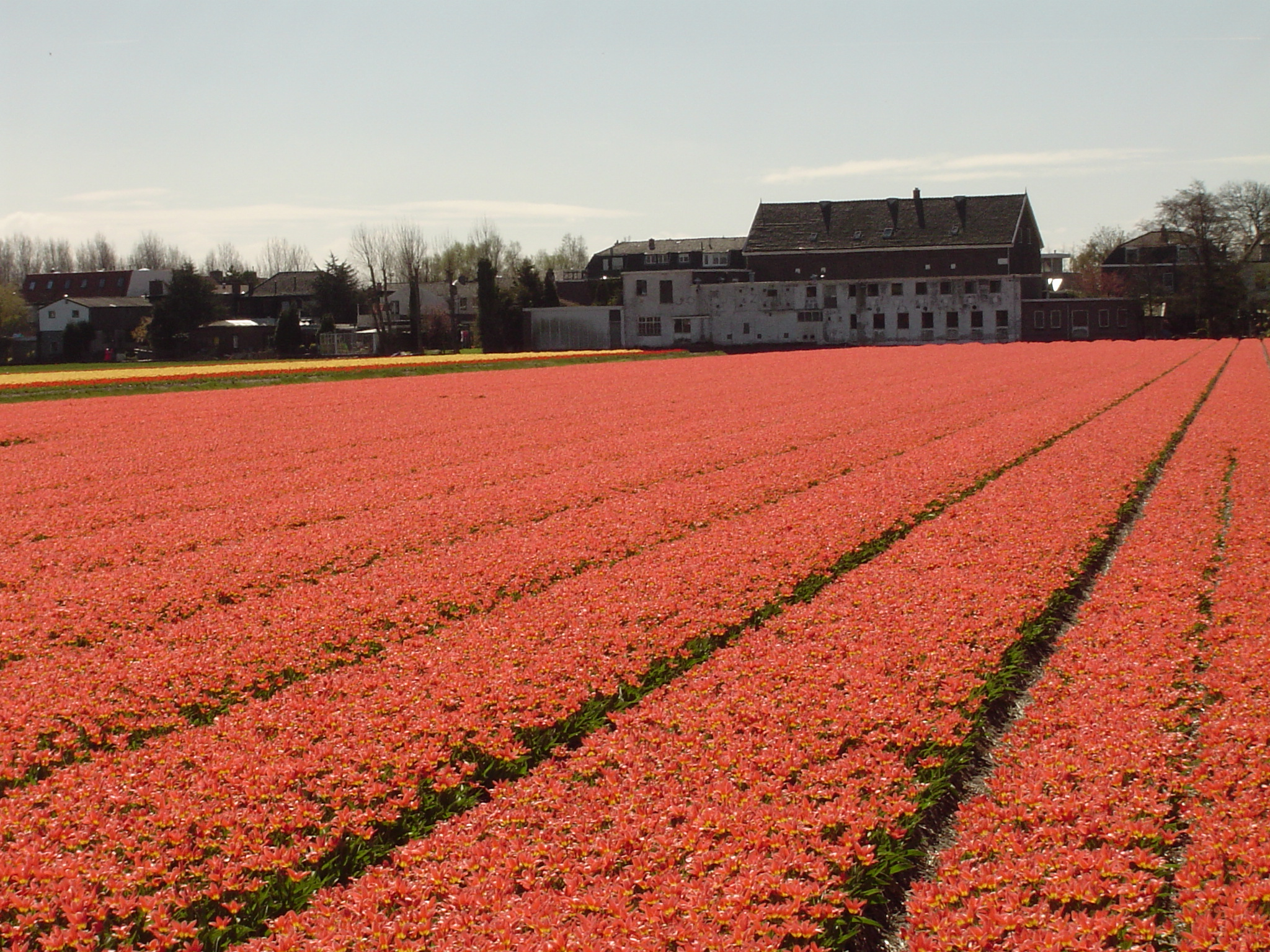
Een bloembollenveld in bloei in Hillegom

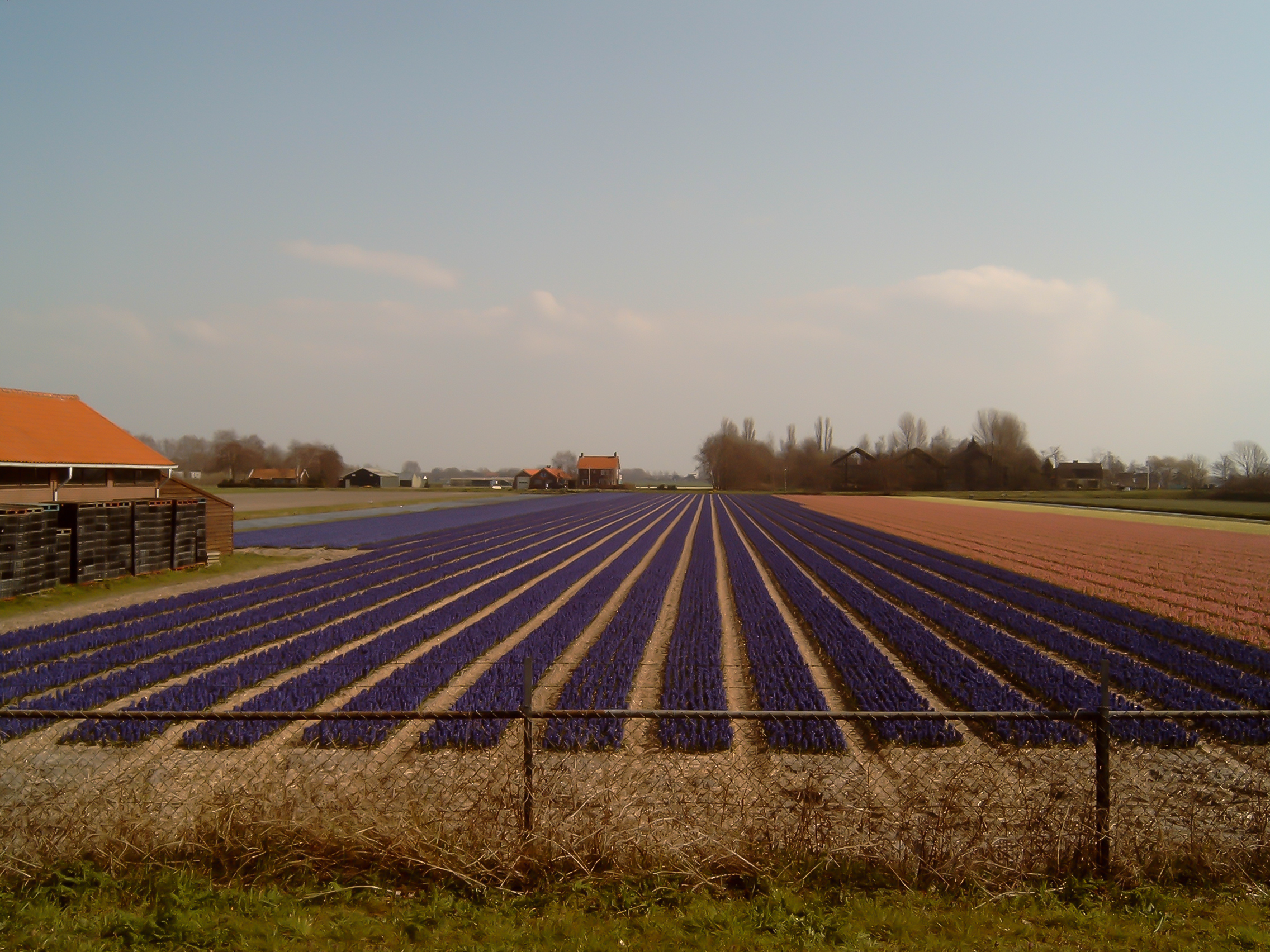
Veld met hyacinten

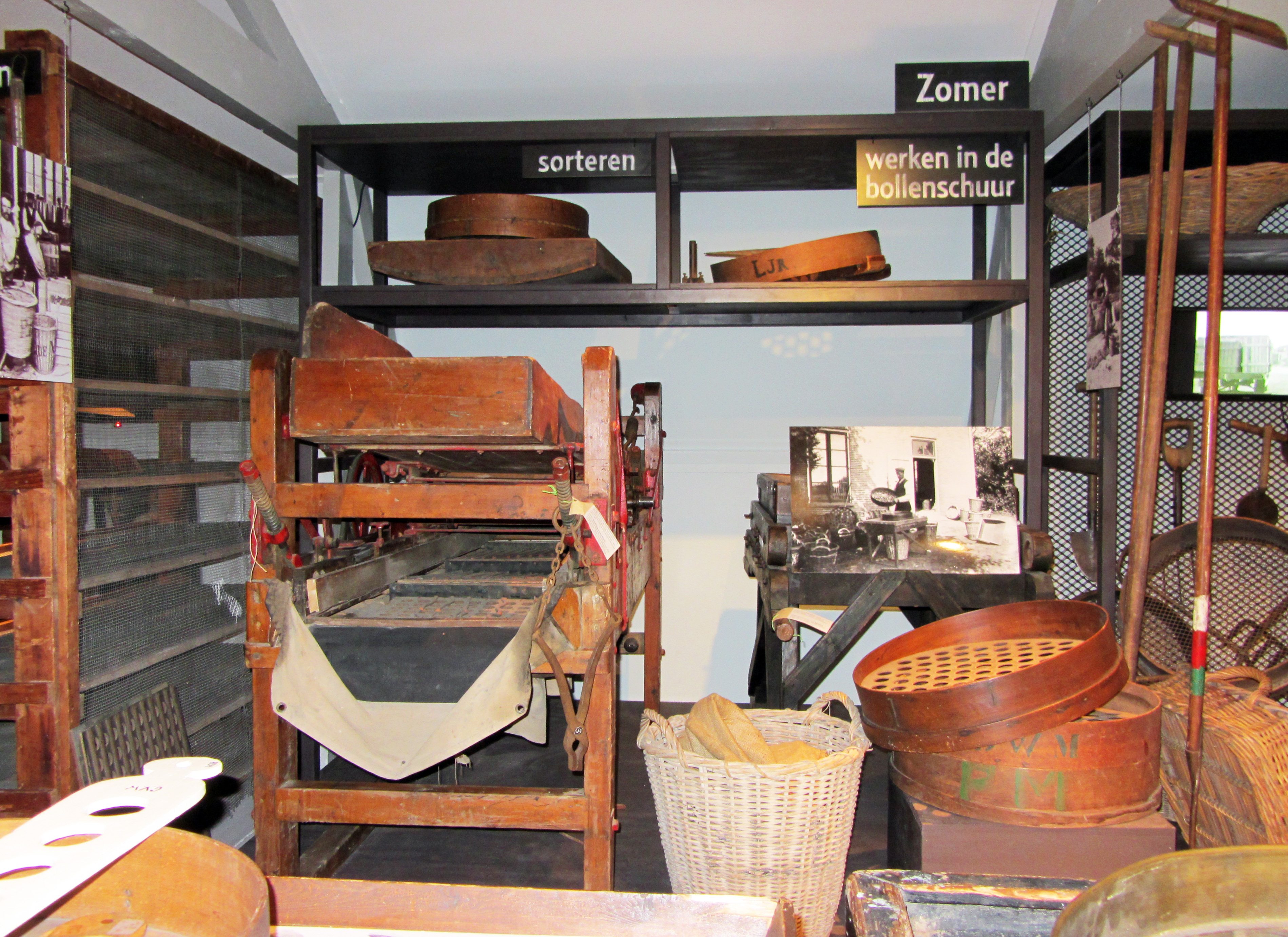
handwerktuigen voor de bollenteelt in Museum De Zwarte Tulp

Bollenteelt is de tak van tuinbouw die zich bezighoudt met het telen van bol-, knol- en wortelstokgewassen voor siertuinen, groenvoorzieningen en de export. De bollentelers telen een grote verscheidenheid aan gewassen.

## Geschiedenis
Sinds de zestiende eeuw worden er bollen geteeld. Het eerst in Haarlem en omgeving, de Haarlemse bollen. Langzamerhand breidde de teelt zich uit over de geestgronden. Tussen Haarlem en Leiden  ontstond vanaf de tweede helft van de 19e eeuw de huidige Bollenstreek. Ook tegenwoordig vindt men de meeste bollenvelden nog in de Bollenstreek en het noorden van de provincie Noord-Holland, maar ook elders in het land, onder andere in de buurt van Venlo, op Texel, in het noordwesten van de provincie Friesland, in de Noordoostpolder en op de Zeeuwse en Zuid-Hollandse eilanden kan men bollenvelden aantreffen.

## Gewasgroepen
- Hyacint
- Narcis
- Tulp
- Bijgoed (alle andere gewassen)

## Bollenveld
Een bollenveld is een akker waarop op commerciële wijze bolgewassen (aanvankelijk alleen tulpen) worden gekweekt. In de herfst worden de bollen weer gepoot waarna er op het land stro verspreid en ingereden wordt teneinde de bollen tegen de vorst te beschermen. Nadat de bollen in het voorjaar in bloei zijn gekomen worden de (meestal viruszieke) bollen en dwaallingen (van andere rassen) eruit gezocht en verwijderd. Het in bloei komen kost weliswaar energie, maar is noodzakelijk voor het vinden van de zieke bollen. Daarna worden de bollen mechanisch gekopt. De bollen worden vervolgens geoogst en over de hele wereld geëxporteerd, waar zij door de kopers in eigen tuin worden geplant.
De bollen worden tegenwoordig geteeld op bedden met netten in de grond, waardoor ze gemakkelijk geoogst kunnen worden.

## Trekken van bollen
Bollen kunnen ook getrokken worden voor het verkrijgen van bolbloemen. Voor het vervroegd in bloei laten komen krijgen de bollen eerst een koudebehandeling. Bollen in ijs bewaard zijn er voor de late trek. Hierdoor is er een lange aanvoerperiode van bolbloemen.

## Keuring

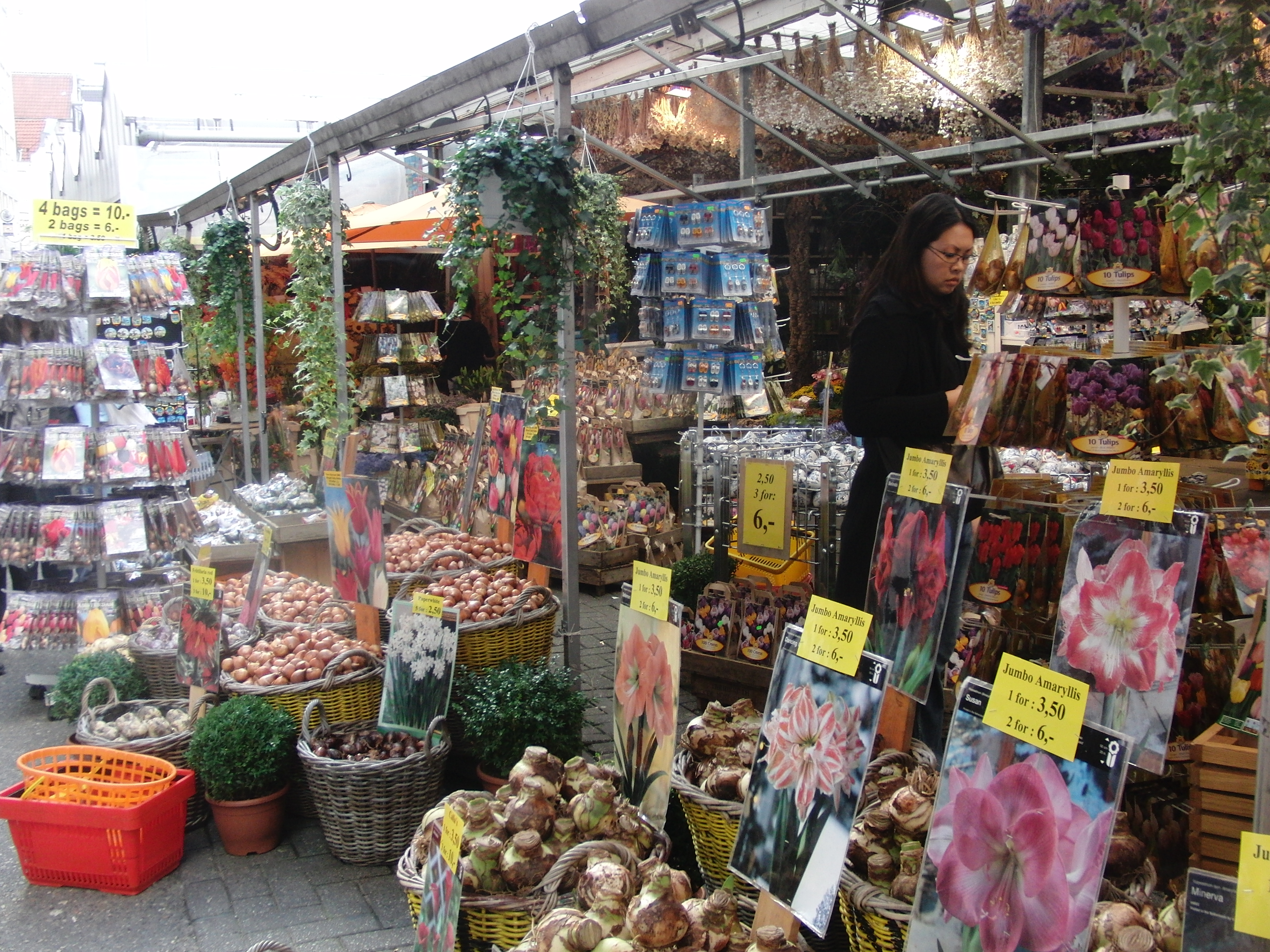
Bollenverkoop in Amsterdam

De Bloembollenkeuringsdienst (BKD) is in 1923 opgericht. Telers
van bloembollen zijn verplicht tot registratie bij de BKD. De dienst
keurt bloembollen op zowel kwaliteits- als quarantaine-aantastingen. De BKD verricht, naast kwaliteitskeuringen, import- en exportinspecties
voor niet-EU-landen en laboratoriumonderzoek.

## Onderzoek
Het Praktijkonderzoek Plant & Omgeving (PPO), het vroegere Laboratorium voor Bloembollenonderzoek (LBO) in Lisse, doet onderzoek naar de teelt en trek van bloembollen.

## Branchevereniging
De branchevereniging van de bloembollensector is de Koninklijke Algemeene Vereeniging voor Bloembollencultuur (KAVB), die al sinds 1860 bestaat.